# Corythalia placata
Corythalia placata là một loài nhện trong họ Salticidae.
Loài này thuộc chi Corythalia. Corythalia placata được Elizabeth Maria Gifford Peckham & George William Peckham miêu tả năm 1901.